# Ange Martial Tia
Ange Martial Tia (20 novembre 2006) è un calciatore maliano, centrocampista dello Stade Reims.

## Carriera

### Club
Cresciuto nella Afrique Football Élite, il 4 febbraio 2025 è stato acquistato a titolo definitivo dallo Stade Reims che lo ha inizialmente assegnato alla propria squadra riserve, con la quale ha giocato una partita nella quinta divisione francese. Ha debuttato in prima squadra il 9 marzo seguente nell'incontro di Ligue 1 perso 2-0 contro l'Auxerre.

### Nazionale
Nel 2023 con la nazionale maliana Under-17 ha partecipato alla coppa d'Africa ed al campionato mondiale di categoria, dove ha raggiunto il terzo posto.

## Statistiche

### Presenze e reti nei club
Statistiche aggiornate al 4 gennaio 2025.
| Stagione        | Squadra         | Campionato      | Campionato | Campionato | Coppe nazionali | Coppe nazionali | Coppe nazionali | Coppe continentali | Coppe continentali | Coppe continentali | Altre coppe | Altre coppe | Altre coppe | Totale | Totale | Totale |
| Stagione        | Squadra         | Comp            | Pres       | Reti       | Comp            | Pres            | Reti            | Comp               | Pres               | Reti               | Comp        | Pres        | Reti        | Pres   | Reti   |        |
| --------------- | --------------- | --------------- | ---------- | ---------- | --------------- | --------------- | --------------- | ------------------ | ------------------ | ------------------ | ----------- | ----------- | ----------- | ------ | ------ | ------ |
| feb.-giu.2025   | Stade Reims 2   | N3              | 1          | 0          | -               | -               | -               | -                  | -                  | -                  | -           | -           | -           | 1      | 0      |        |
| feb.-giu.2025   | Stade Reims     | L1              | 4          | 0          | CF              | 1               | 0               | -                  | -                  | -                  | -           | -           | -           | 5      | 0      |        |
| Totale carriera | Totale carriera | Totale carriera | 5          | 0          |                 | 1               | 0               |                    | -                  | -                  |             | -           | -           | 6      | 0      |        |